# Циркуляр по управлению Виленским учебным округом
«Циркуля́р по управле́нию Ви́ленским уче́бным о́кругом» — официальное издание Виленского учебного округа, выходившее ежемесячно в Вильно с 1862 по 1915 год.

## История
В «Циркуляре по управлению Виленским учебным округом» ежемесячно публиковавались правительственные распоряжения в области народного образования, постановления по Министерству народного просвещения, приказы попечителя учебного округа. Там же печатались сведения о чинопроизводстве, сообщения о наградах и штатах учебных заведений. В отдельных выпусках помещались методические разработки уроков, указания о пользовании наглядными пособиями, рецензии на вновь выходящие учебники.